# Lucas Barrios
Lucas Ramón Barrios Cáceres (født 13. november 1984 i Buenos Aires, Argentina) er en argentinsk/paraguayansk fodboldspiller, der spiller som angriber hos Argentinos Juniors i den argentinske liga. Han har tidligere spillet for bl.a. FC Atlas i Mexico og chilenske Colo-Colo, for det tyske storhold Borussia Dortmund, Spartak Moskva i Rusland samt franske Montpellier.

## Landshold
Barrios besidder både et argentinsk og paraguayansk statsborgerskab, men valgte at repræsentere det paraguayanske landshold som senior. Han debuterede for holdet den 25. maj 2010 i et opgør mod Irland, og var en del af landets trup til VM i 2010 i Sydafrika.